# Eleonora Evi
Eleonora Evi, née le 20 novembre 1983 à Milan, est une femme politique italienne. Elle est membre du Mouvement 5 étoiles de 2013 à 2020, puis d'Europe verte-Les Verts en avril 2021 dont elle devient porte-parole, avant de rejoindre en 2024 le Parti démocrate.

## Biographie
Eleonora Evi est diplômée de l'école polytechnique de Milan.
Elle est élue députée européenne le 25 mai 2014 puis réélue en 2019.
En 2022 elle est élue députée italienne et quitte donc le parlement européen.